# ادریلسون
ادریلسون (انگلیسی: Adryelson؛ زادهٔ ۲۳ مارس ۱۹۹۸) بازیکن فوتبال اهل برزیل است.
از باشگاه‌هایی که در آن بازی کرده‌است می‌توان به باشگاه فوتبال پالمیراس اشاره کرد.
وی همچنین در تیم‌های ملی فوتبال زیر ۱۷ سال برزیل و زیر ۲۳ سال برزیل بازی کرده‌است.